# Medicago crassipes
Medicago crassipes är en ärtväxtart som först beskrevs av Pierre Edmond Boissier, och fick sitt nu gällande namn av E.Small. Enligt Catalogue of Life ingår Medicago crassipes i släktet luserner och familjen ärtväxter, men enligt Dyntaxa är tillhörigheten istället släktet luserner och familjen ärtväxter. Arten förekommer tillfälligt i Sverige, men reproducerar sig inte. Inga underarter finns listade i Catalogue of Life.